# Puerto Rico az 1976. évi nyári olimpiai játékokon
Puerto Rico a kanadai Montréalban megrendezett 1976. évi nyári olimpiai játékok egyik részt vevő nemzete volt. Az országot az olimpián 12 sportágban 80 sportoló képviselte, akik összesen 1 érmet szereztek.

## Érmesek
| Érem  | Versenyző         | Sportág   | Versenyszám |
| ----- | ----------------- | --------- | ----------- |
| Bronz | Orlando Maldonado | Ökölvívás | Papírsúly   |

## Atlétika
Férfi
| Versenyző                                          | Versenyszám     | Előfutam | Előfutam | Előfutam | Negyeddöntő | Negyeddöntő | Negyeddöntő | Elődöntő | Elődöntő | Elődöntő | Döntő   | Döntő    |
| Versenyző                                          | Versenyszám     | Idő      | Hely.    | Össz.    | Idő         | Hely.       | Össz.       | Idő      | Hely.    | Össz.    | Idő     | Helyezés |
| -------------------------------------------------- | --------------- | -------- | -------- | -------- | ----------- | ----------- | ----------- | -------- | -------- | -------- | ------- | -------- |
| Pedro Ferrer                                       | 100 m           | 10,76    | 5.       | 40.**    | kiesett     | kiesett     | kiesett     | kiesett  | kiesett  | kiesett  | kiesett | kiesett  |
| Pedro Ferrer                                       | 200 m           | 21,60    | 3.       | 25.*     | 21,33       | 5.          | 22.*        | kiesett  | kiesett  | kiesett  | kiesett | kiesett  |
| Iván Mangual                                       | 400 m           | 47,39    | 3.       | 22.      | 46,56       | 7.          | 17.*        | kiesett  | kiesett  | kiesett  | kiesett | kiesett  |
| Jorge Ortíz                                        | 800 m           | 1:51,38  | 5.       | 36.      |             |             |             | kiesett  | kiesett  | kiesett  | kiesett | kiesett  |
| Antonio Colón                                      | 1500 m          | 3:43,51  | 5.       | 24.      |             |             |             | kiesett  | kiesett  | kiesett  | kiesett | kiesett  |
| Arnaldo Bristol                                    | 110 m gát       | 14,04    | 4.       | 14.      |             |             |             | 13,98    | 6.       | 14.      | kiesett | kiesett  |
| Julio Ferrer                                       | 400 m gát       | 52,45    | 4.       | 18.      |             |             |             | 51,04    | 8.       | 14.      | kiesett | kiesett  |
| José de Jesús                                      | Maraton         |          |          |          |             |             |             |          |          |          | 2:19:34 | 23.      |
| Víctor Serrano                                     | Maraton         |          |          |          |             |             |             |          |          |          | 2:34:59 | 53.      |
| Pedro Ferrer Iván Mangual Julio Ferrer Jorge Ortíz | 4 × 400 m váltó | 3:06,08  | 6.       | 11.      |             |             |             |          |          |          | kiesett | kiesett  |

| Versenyző     | Versenyszám   | Selejtező | Selejtező | Döntő    | Döntő    |
| Versenyző     | Versenyszám   | Eredmény  | Helyezés  | Eredmény | Helyezés |
| ------------- | ------------- | --------- | --------- | -------- | -------- |
| Amado Morales | Gerelyhajítás | 82,08 m   | 10.*      | 75,54 m  | 12.      |

Női
| Versenyző      | Versenyszám | Előfutam | Előfutam | Előfutam | Negyeddöntő | Negyeddöntő | Negyeddöntő | Elődöntő | Elődöntő | Elődöntő | Döntő   | Döntő    |
| Versenyző      | Versenyszám | Idő      | Hely.    | Össz.    | Idő         | Hely.       | Össz.       | Idő      | Hely.    | Össz.    | Idő     | Helyezés |
| -------------- | ----------- | -------- | -------- | -------- | ----------- | ----------- | ----------- | -------- | -------- | -------- | ------- | -------- |
| Ileana Hocking | 400 m       | 57,85    | 7.       | 36.      | kiesett     | kiesett     | kiesett     | kiesett  | kiesett  | kiesett  | kiesett | kiesett  |
| Ileana Hocking | 800 m       | 2:08,46  | 6.       | 32.      |             |             |             | kiesett  | kiesett  | kiesett  | kiesett | kiesett  |

* - egy másik versenyzővel azonos időt/eredményt ért el

** - két másik versenyzővel azonos időt ért el

## Birkózás
Szabadfogású
| Versenyző       | Versenyszám | 1. forduló                             | 2. forduló                         | 3. forduló                          | 4. forduló        | 5. forduló        | 6. forduló        | Döntő             | Helyezés    |
| Versenyző       | Versenyszám | Ellenfél Eredmény                      | Ellenfél Eredmény                  | Ellenfél Eredmény                   | Ellenfél Eredmény | Ellenfél Eredmény | Ellenfél Eredmény | Ellenfél Eredmény | Helyezés    |
| --------------- | ----------- | -------------------------------------- | ---------------------------------- | ----------------------------------- | ----------------- | ----------------- | ----------------- | ----------------- | ----------- |
| John de Jesús   | 48 kg       | Gombyn Khishigbaatar (MGL) · kétvállas | Kuddusi Özdemir (TUR) · kétvállas  | kiesett                             | kiesett           | kiesett           |                   | kiesett           | helyezetlen |
| Benjamin Varela | 62 kg       | Helmut Strumpf (GDR) · kétvállas       | Sergey Timofeyev (URS) · kétvállas | kiesett                             | kiesett           | kiesett           | kiesett           | kiesett           | helyezetlen |
| Rafael González | 68 kg       | Lennart Lundell (SWE) · 13-16          | Ronald Joseph (ISV) · kétvállas    | Zsigmond Kelevitz (AUS) · kétvállas | kiesett           | kiesett           | kiesett           | kiesett           | helyezetlen |
| Dennis Herrick  | 74 kg       | Date Dzsiicsiró (JPN) · kétvállas      | Stanley Dziedzic (USA) · kétvállas | kiesett                             | kiesett           | kiesett           |                   | kiesett           | helyezetlen |
| Manuel Villapol | 82 kg       | Ibrahim Diop (SEN) · kizárták          | Kovács István (HUN) · kétvállas    | kiesett                             | kiesett           | kiesett           | kiesett           | kiesett           | helyezetlen |

## Cselgáncs
| Versenyző       | Versenyszám  | Csoport | Selejtező         | 32-es főtábla                | Nyolcaddöntő                | Negyeddöntő       | Elődöntő          | Vigaszág negyeddöntő | Vigaszág elődöntő | Bronz- mérkőzés   | Döntő             | Helyezés |
| Versenyző       | Versenyszám  | Csoport | Ellenfél Eredmény | Ellenfél Eredmény            | Ellenfél Eredmény           | Ellenfél Eredmény | Ellenfél Eredmény | Ellenfél Eredmény    | Ellenfél Eredmény | Ellenfél Eredmény | Ellenfél Eredmény | Helyezés |
| --------------- | ------------ | ------- | ----------------- | ---------------------------- | --------------------------- | ----------------- | ----------------- | -------------------- | ----------------- | ----------------- | ----------------- | -------- |
| Angelo Ruiz     | Könnyűsúly   | A       |                   | Papa M'Bengue (SEN) · GY     | Brad Farrow (CAN) · V       | kiesett           | kiesett           |                      |                   |                   |                   | 12.      |
| Carlos Miranda  | Váltósúly    | A       |                   | Patrick Burris (USA) · V     | kiesett                     | kiesett           | kiesett           |                      |                   |                   |                   | 19.      |
| Pedro Santos    | Középsúly    | A       |                   | Süheyl Yeşilnur (TUR) · V    | kiesett                     | kiesett           | kiesett           |                      |                   |                   |                   | 19.      |
| Eliudis Benítez | Félnehézsúly | B       | erőnyerő          | Jörg Röthlisberger (SUI) · V | kiesett                     | kiesett           | kiesett           |                      |                   |                   |                   | 18.      |
| José Chandri    | Nehézsúly    | A       |                   | erőnyerő                     | Radomir Kovačević (YUG) · V | kiesett           | kiesett           |                      |                   |                   |                   | 12.      |
| José Chandri    | Nyílt        | B       |                   | Johan Schåltz (SWE) · V      | kiesett                     | kiesett           | kiesett           |                      |                   |                   |                   | 16.      |

## Íjászat
| Versenyző         | Versenyszám  | 1. forduló | 1. forduló | 2. forduló | 2. forduló | Összesítés | Összesítés |
| Versenyző         | Versenyszám  | Pont       | Hely.      | Pont       | Hely.      | Pont       | Helyezés   |
| ----------------- | ------------ | ---------- | ---------- | ---------- | ---------- | ---------- | ---------- |
| Edgardo Berdeguer | Férfi egyéni | 1040       | 34.        | 1160       | 28.        | 2200       | 31.        |
| María Medina      | Női egyéni   | 962        | 27.        | 1031       | 27.        | 1993       | 27.        |

## Kosárlabda

### Férfi
| Puerto Ricó-i férfi kosárlabdacsapat-játékoskeret                                         | Puerto Ricó-i férfi kosárlabdacsapat-játékoskeret                                                |
| ----------------------------------------------------------------------------------------- | ------------------------------------------------------------------------------------------------ |
| - Bobby Álvarez - Héctor Blondet - Luis Brignoni - Earl Brown - Teo Cruz - Raymond Dalmau | - Butch Lee - Mariano Ortíz - Neftalí Rivera - Rubén Rodríguez - Jimmy Thordsen - Michael Vicens |

#### Eredmények
Csoportkör
B csoport
| Csapat                 | M | Gy | V | P+  | P–  | Pk  | P  |
| ---------------------- | - | -- | - | --- | --- | --- | -- |
| Egyesült Államok (USA) | 5 | 5  | 0 | 394 | 349 | +45 | 10 |
| Jugoszlávia (YUG)      | 5 | 4  | 1 | 364 | 343 | +21 | 9  |
| Olaszország (ITA)      | 5 | 3  | 2 | 347 | 344 | +3  | 8  |
| Csehszlovákia (TCH)    | 5 | 2  | 3 | 418 | 406 | +12 | 7  |
| Puerto Rico (PUR)      | 5 | 1  | 4 | 321 | 363 | –42 | 6  |
| Egyiptom (EGY)         | 1 | 0  | 1 | 64  | 103 | –39 | 1  |

| 1976. július 18. | Jugoszlávia (YUG) | 84 – 63 | Puerto Rico (PUR) |  |
| 1976. július 18. | (38–29)           |         |                   |  |

| 1976. július 20. | Egyesült Államok (USA) | 95 – 94 | Puerto Rico (PUR) |  |
| 1976. július 20. | (51–51)                |         |                   |  |

|  | Puerto Rico (PUR) | Egyiptom visszalépett | Egyiptom (EGY) |  |
|  |                   |                       |                |  |

| 1976. július 22. | Csehszlovákia (TCH) | 89 – 83 | Puerto Rico (PUR) |  |
| 1976. július 22. | (50–42)             |         |                   |  |

| 1976. július 24. | Olaszország (ITA) | 95 – 81 | Puerto Rico (PUR) |  |
| 1976. július 24. | (55–35)           |         |                   |  |

A 9–11. helyért
| 1976. július 25. | Puerto Rico (PUR) | 111 – 91 | Japán (JPN) |  |
| 1976. július 25. | (59–44)           |          |             |  |

A 9. helyért
| 1976. július 27. | Puerto Rico (PUR) | 89 – 84 | Mexikó (MEX) |  |
| 1976. július 27. | (39–32)           |         |              |  |

| Csapat            | Helyezés |
| ----------------- | -------- |
| Puerto Rico (PUR) | 9.       |

## Lovaglás
Díjugratás
| Versenyző       | Ló       | Versenyszám | 1. forduló | 1. forduló | 2. forduló   | 2. forduló   | Összesen | Összesen |
| Versenyző       | Ló       | Versenyszám | Pont       | Hely.      | Pont         | Hely.        | Pont     | Helyezés |
| --------------- | -------- | ----------- | ---------- | ---------- | ------------ | ------------ | -------- | -------- |
| Juan Rieckehoff | Don Juan | Egyéni      | 8,00       | 10.        | visszalépett | visszalépett | 8,00     | 20.      |

## Ökölvívás
| Versenyző         | Versenyszám   | Selejtező                                | 32-es főtábla                       | Nyolcaddöntő                | Negyeddöntő                  | Elődöntő                    | Döntő             | Helyezés |
| Versenyző         | Versenyszám   | Ellenfél Eredmény                        | Ellenfél Eredmény                   | Ellenfél Eredmény           | Ellenfél Eredmény            | Ellenfél Eredmény           | Ellenfél Eredmény | Helyezés |
| ----------------- | ------------- | ---------------------------------------- | ----------------------------------- | --------------------------- | ---------------------------- | --------------------------- | ----------------- | -------- |
| Orlando Maldonado | Papírsúly     |                                          | Lucky Mutale (ZAM) · nem vett részt | Brendan Dunne (IRL) · KO    | Héctor Patri (ARG) · 5-0     | Jorge Hernández (CUB) · 0-5 | kiesett           |          |
| Julio Guzman      | Légsúly       | erőnyerő                                 | Fazlija Šaćirović (YUG) · 0-5       | kiesett                     | kiesett                      | kiesett                     | kiesett           | 16.      |
| Alejandro Silva   | Harmatsúly    | erőnyerő                                 | George Findo (KEN) · nem vett részt | Patrick Cowdell (GBR) · 0-5 | kiesett                      | kiesett                     | kiesett           | 9.       |
| Carlos Calderon   | Pehelysúly    | Boukary Assakande (BUR) · nem vett részt | Angel Pacheco (VEN) · 0-5           | kiesett                     | kiesett                      | kiesett                     | kiesett           | 17.      |
| Roberto Andino    | Könnyűsúly    | Gaetano Pirastu (ITA) · 5-0              | Ace Ruszevszki (YUG) · RSC          | kiesett                     | kiesett                      | kiesett                     | kiesett           | 15.      |
| Ismael Martínez   | Kisváltósúly  | Siergot Sully (HAI) · 5-0                | Clinton McKenzie (GBR) · 2-3        | kiesett                     | kiesett                      | kiesett                     | kiesett           | 17.      |
| Carlos Santos     | Váltósúly     | erőnyerő                                 | Carlos Mejia (COL) · 5-0            | Ib Bøtcher (DEN) · 5-0      | Victor Zilberman (ROU) · 2-3 | kiesett                     | kiesett           | 5.       |
| Wilfredo Guzman   | Nagyváltósúly |                                          | erőnyerő                            | Brian Byrne (IRL) · 3-2     | Jerzy Rybicki (POL) · 0-5    | kiesett                     | kiesett           | 5.       |
| Carlos Betancourt | Középsúly     |                                          | Dragomir Vujković (YUG) · 0-5       | kiesett                     | kiesett                      | kiesett                     | kiesett           | 14.      |
| José Rosa         | Félnehézsúly  |                                          | erőnyerő                            | Sixto Soria (CUB) · KO      | kiesett                      | kiesett                     | kiesett           | 9.       |

## Sportlövészet
Nyílt
| Versenyző         | Versenyszám           | Pont | Helyezés |
| ----------------- | --------------------- | ---- | -------- |
| Juan Marchand     | Gyorstüzelő pisztoly  | 558  | 43.      |
| Jaime Vives       | Gyorstüzelő pisztoly  | 568  | 39.      |
| Johnny Cannizzaro | Szabadpisztoly        | 540  | 32.      |
| Pedro Ramírez     | Futócéllövészet       | 545  | 20.      |
| Manuel Hawayek    | Sportpuska, fekvő     | 585  | 47.      |
| Ralph Rodríguez   | Sportpuska, fekvő     | 591  | 12.      |
| Ralph Rodríguez   | Sportpuska, összetett | 1111 | 47.      |
| Rafael Batista    | Skeet                 | 182  | 49.      |
| René Berlingeri   | Skeet                 | 184  | 47.      |

## Súlyemelés
| Versenyző        | Versenyszám | Szakítás | Szakítás | Lökés    | Lökés    | Összesen | Helyezés |
| Versenyző        | Versenyszám | Eredmény | Helyezés | Eredmény | Helyezés | Összesen | Helyezés |
| ---------------- | ----------- | -------- | -------- | -------- | -------- | -------- | -------- |
| Porfirio de León | 52 kg       | 82,5     | 18.      | 107,5    | 15.      | 190,0    | 15.      |
| Julio Martínez   | 67,5 kg     | 117,5    | 17.      | 142,5    | 17.      | 260,0    | 16.      |

## Úszás
Férfi
| Versenyző                                                              | Versenyszám            | Előfutam | Előfutam | Előfutam | Elődöntő | Elődöntő | Elődöntő | Döntő   | Döntő    |
| Versenyző                                                              | Versenyszám            | Idő      | Hely.    | Össz.    | Idő      | Hely.    | Össz.    | Idő     | Helyezés |
| ---------------------------------------------------------------------- | ---------------------- | -------- | -------- | -------- | -------- | -------- | -------- | ------- | -------- |
| Fernando Cañales                                                       | 100 m gyors            | 55,31    | 6.       | 35.      | kiesett  | kiesett  | kiesett  | kiesett | kiesett  |
| Francisco Cañales                                                      | 200 m gyors            | 1:59,62  | 6.       | 38.      |          |          |          | kiesett | kiesett  |
| Francisco Cañales                                                      | 400 m gyors            | 4:15,78  | 6.       | 41.      |          |          |          | kiesett | kiesett  |
| Carlos Berrocal                                                        | 100 m hát              | 58,71    | 1.       | 9.       | 57,53    | 3.       | 5.       | 57,28   | 4.       |
| Carlos Berrocal                                                        | 200 m hát              | 2:11,14  | 5.       | 25.      |          |          |          | kiesett | kiesett  |
| Carlos Nazario                                                         | 100 m mell             | 1:08,33  | 6.       | 26.      | kiesett  | kiesett  | kiesett  | kiesett | kiesett  |
| Carlos Nazario                                                         | 200 m mell             | kizárták | kizárták | kizárták |          |          |          | kiesett | kiesett  |
| Orlando Catinchi                                                       | 200 m mell             | 2:26,27  | 5.       | 20.      | kiesett  | kiesett  | kiesett  | kiesett | kiesett  |
| Arnaldo Pérez                                                          | 100 m pillangó         | 58,37    | 4.*      | 29.*     | kiesett  | kiesett  | kiesett  | kiesett | kiesett  |
| John Daly                                                              | 100 m pillangó         | 58,04    | 7.       | 28.      | kiesett  | kiesett  | kiesett  | kiesett | kiesett  |
| John Daly                                                              | 200 m pillangó         | 2:07,13  | 5.       | 24.      |          |          |          | kiesett | kiesett  |
| José-Ricardo de Jesús                                                  | 400 m vegyes           | 4:42,07  | 4.       | 21.      |          |          |          | kiesett | kiesett  |
| Fernando Cañales José-Ricardo de Jesús Arnaldo Pérez Francisco Cañales | 4 × 200 m gyorsváltó   | 8:05,21  | 6.       | 15.      |          |          |          | kiesett | kiesett  |
| Carlos Berrocal Carlos Nazario John Daly Fernando Cañales              | 4 × 100 m vegyes váltó | 3:58,62  | 4.       | 10.      |          |          |          | kiesett | kiesett  |

Női
| Versenyző                                       | Versenyszám            | Előfutam | Előfutam | Előfutam | Elődöntő | Elődöntő | Elődöntő | Döntő   | Döntő    |
| Versenyző                                       | Versenyszám            | Idő      | Hely.    | Össz.    | Idő      | Hely.    | Össz.    | Idő     | Helyezés |
| ----------------------------------------------- | ---------------------- | -------- | -------- | -------- | -------- | -------- | -------- | ------- | -------- |
| Jane Fayer                                      | 100 m gyors            | 1:02,89  | 7.       | 41.      | kiesett  | kiesett  | kiesett  | kiesett | kiesett  |
| Jane Fayer                                      | 200 m gyors            | 2:19,93  | 5.       | 39.      |          |          |          | kiesett | kiesett  |
| Diana Hatler                                    | 400 m gyors            | 4:49,73  | 7.       | 31.      |          |          |          | kiesett | kiesett  |
| Diana Hatler                                    | 800 m gyors            | 9:43,51  | 7.       | 19.      |          |          |          | kiesett | kiesett  |
| Angela López                                    | 100 m mell             | 1:22,95  | 7.       | 38.      | kiesett  | kiesett  | kiesett  | kiesett | kiesett  |
| Angela López                                    | 200 m mell             | 2:52,71  | 8.       | 34.      |          |          |          | kiesett | kiesett  |
| María Mock                                      | 100 m pillangó         | 1:06,52  | 7.       | 31.      | kiesett  | kiesett  | kiesett  | kiesett | kiesett  |
| María Mock                                      | 200 m pillangó         | 2:23,71  | 5.       | 26.      |          |          |          | kiesett | kiesett  |
| Diana Hatler Angela López María Mock Jane Fayer | 4 × 100 m gyorsváltó   | 4:18,40  | 7.       | 14.      |          |          |          | kiesett | kiesett  |
| Diana Hatler Angela López María Mock Jane Fayer | 4 × 100 m vegyes váltó | 4:49,45  | 4.       | 16.      |          |          |          | kiesett | kiesett  |

* - egy másik versenyzővel azonos időt ért el

## Vitorlázás
Nyílt
| Versenyző                                     | Versenyszám    | Futam  | Futam  | Futam  | Futam | Futam | Futam | Futam | Pontszám | Helyezés |
| Versenyző                                     | Versenyszám    | 1      | 2      | 3      | 4     | 5     | 6     | 7     | Pontszám | Helyezés |
| --------------------------------------------- | -------------- | ------ | ------ | ------ | ----- | ----- | ----- | ----- | -------- | -------- |
| José Benítez Miguel Casellas                  | 470-es osztály | (33,0) | 25,0   | 32,0   | 32,0  | 17,0  | 29,0  | 31,0  | 166,0    | 25.      |
| Hovey Freeman Garry Hoyt                      | Tempest        | 19,0   | (21,0) | 19,0   | 21,0  | 21,0  | 19,0  | 20,0  | 119,0    | 15.      |
| Richard Darmanin Chris Stater                 | Tornádó        | 19,0   | 19,0   | (20,0) | 20,0  | 19,0  | 20,0  | 17,0  | 114,0    | 14.      |
| James Fairbank Lee Gentil Juan Torruella, Sr. | Soling         | (27,0) | 27,0   | 22,0   | 25,0  | 27,0  | 26,0  | 26,0  | 153,0    | 22.      |

## Vívás
Férfi
| Versenyző       | Versenyszám       | Selejtező | Selejtező | Selejtező         | Selejtező | Selejtező         | Selejtező | Főtábla           | Főtábla           | Vigaszág          | Vigaszág          | Vigaszág          | Döntő             | Döntő   | Helyezés |
| Versenyző       | Versenyszám       | 1. kör | 1. kör    | 2. kör            | 2. kör    | 3. kör            | 3. kör    | 1. kör            | 2. kör            | 1. kör            | 2. kör            | 3. kör            | Döntő             | Döntő   | Helyezés |
| Versenyző       | Versenyszám       | Ellenfél Eredmény | Hely.     | Ellenfél Eredmény | Hely.     | Ellenfél Eredmény | Hely.     | Ellenfél Eredmény | Ellenfél Eredmény | Ellenfél Eredmény | Ellenfél Eredmény | Ellenfél Eredmény | Ellenfél Eredmény | Hely.   | Helyezés |
| --------------- | ----------------- | --- | --------- | ----------------- | --------- | ----------------- | --------- | ----------------- | ----------------- | ----------------- | ----------------- | ----------------- | ----------------- | ------- | -------- |
| José Samalot    | Tőr, egyéni       | C. csoport · Vlagyimir Gyenyiszov (URS) · 2-5 · Szató Norijuki (JPN) · 4-5 · Marek Dąbrowski (POL) · 1-5 · Marty Lang (USA) · 4-5 · Kamuti Jenő (HUN) · 5-3 | 6.        | kiesett           | kiesett   | kiesett           | kiesett   | kiesett           | kiesett           | kiesett           | kiesett           | kiesett           | kiesett           | kiesett | 43.      |
| Rubén Hernández | Párbajtőr, egyéni | I. csoport · Nicolae Iorgu (ROU) · 3-5 · Jeppe Normann (NOR) · 1-5 · Daniel Giger (SUI) · 1-5 · Robert Schiel (LUX) · 3-5 · Iraj Dastgerdi (IRI) · 1-5      | 6.        | kiesett           | kiesett   | kiesett           | kiesett   | kiesett           | kiesett           | kiesett           | kiesett           | kiesett           | kiesett           | kiesett | 62.      |
| Gilberto Peña   | Párbajtőr, egyéni | L. csoport · Paul Szabo (ROU) · 1-5 · Jaroslav Jurka (TCH) · 3-5 · Fenyvesi Csaba (HUN) · 1-5 · Philippe Riboud (FRA) · 2-5 · Matthew Chan (HKG) · 5-2      | 5.        | kiesett           | kiesett   | kiesett           | kiesett   | kiesett           | kiesett           | kiesett           | kiesett           | kiesett           | kiesett           | kiesett | 55.      |

Női
| Versenyző        | Versenyszám | Selejtező | Selejtező | Selejtező         | Selejtező | Selejtező         | Selejtező | Főtábla           | Főtábla           | Vigaszág          | Vigaszág          | Vigaszág          | Döntő csoport     | Döntő csoport | Helyezés |
| Versenyző        | Versenyszám | 1. kör | 1. kör    | 2. kör            | 2. kör    | 3. kör            | 3. kör    | 1. kör            | 2. kör            | 1. kör            | 2. kör            | 3. kör            | Döntő csoport     | Döntő csoport | Helyezés |
| Versenyző        | Versenyszám | Ellenfél Eredmény | Hely.     | Ellenfél Eredmény | Hely.     | Ellenfél Eredmény | Hely.     | Ellenfél Eredmény | Ellenfél Eredmény | Ellenfél Eredmény | Ellenfél Eredmény | Ellenfél Eredmény | Ellenfél Eredmény | Hely.         | Helyezés |
| ---------------- | ----------- | --- | --------- | ----------------- | --------- | ----------------- | --------- | ----------------- | ----------------- | ----------------- | ----------------- | ----------------- | ----------------- | ------------- | -------- |
| Dinorah Enríquez | Tőr, egyéni | I. csoport · Brigitte Latrille-Gaudin (FRA) · 1-5 · Susan Wrigglesworth (GBR) · 3-5 · Micheline Borghs (BEL) · 1-5 · Grażyna Staszak-Makowska (POL) · 0-5 · Jhila Al-Masi (IRI) · 4-5 | 6.        | kiesett           | kiesett   | kiesett           | kiesett   | kiesett           | kiesett           | kiesett           | kiesett           | kiesett           | kiesett           | kiesett       | 48.      |